# Buket Öztürk
Buket Öztürk (Bursa, 30 de desembre de 2001) és una jugadora de botxes turca. El 2018, va ser campiona del món a Jiaxing, Xina, en la disciplina "punt d'or", guanyant a l'esportista sèrbia per 20-9 en la final. El 2019, va rebre la medalla d'or, representant a Turquia en parelles, juntament amb la seva germana gran, İnci Ece Öztürk, en la Copa del Món de Bocce Volo realitzada a Mersin. Öztürk va guanyar un altre medalla d'or en els Jocs Mediterranis de 2018 a Tarragona.